# محمد عزت عجوة
محمد عزت عبد الفتاح عجوة (إبيانة 1942 - 2019)، قاضي مصري ومحافظ كفر الشيخ منذ 13 أغسطس 2013 حتى 6 فبراير 2015.

## حياته
وُلد المستشار محمد عزت عجوة في قرية إبيانة التابعة لمركز مطوبس بمحافظة كفر الشيخ عام 1942. وهو قاضي ورئيس نادي قضاة الإسكندرية للدورة الثانية.
في 13 أغسطس 2013 أصدر رئيس الجمهورية السابق عدلي منصور قرار بتعيين المستشار عجوة محافظاً لكفر الشيخ خلفاً للمهندس سعد الحسيني.